# Johnny Mantz
John Robert „Johnny“ Mantz (* 18. September 1918 in Hebron, Indiana; † 25. Oktober 1972 in Ojai, Kalifornien) war ein US-amerikanischer Autorennfahrer.

## Karriere
Johnny Mantz startete einmal in seiner Karriere bei einem Rennen zur Weltmeisterschaft der Formel 1. Er startete am 30. Mai 1953 bei den 500 Meilen von Indianapolis – dieses Rennen zählte zwischen 1950 und 1960 zur Weltmeisterschaft – und erreichte Rang 17. Er musste sich diesen Platz mit seinem Landsmann Walt Faulkner teilen (Fahrerwechsel waren zu dieser Zeit erlaubt), dessen Kurtis Kraft 500A-Offenhauser er nach 76 Runden übernahm (200 Runden Gesamtdistanz).
Johnny Mantz bestritt zwischen 1950 und 1956 zwölf NASCAR-Rennen. Seinen einzigen Sieg dabei erzielte er in seiner Debütsaison beim ersten Southern 500 in Darlington.
Zwischen 1948 und 1952 bestritt Mantz 17 Rennen zur AAA-Meisterschaft (dabei handelt es sich um die Vorgängerserie der IndyCar Series). Auch hierbei konnte er einen Sieg erzielen.
Mantz starb 1972 bei einem Verkehrsunfall.

## Statistik

### Einzelergebnisse in der Sportwagen-Weltmeisterschaft
| Saison | Team              | Rennwagen     | 1   | 2   | 3   | 4   | 5   | 6   | 7   |
| ------ | ----------------- | ------------- | --- | --- | --- | --- | --- | --- | --- |
| 1953   | Bob Estes         | Lincoln Capri | SEB | MIM | LEM | SPA | NÜR | RTT | CAP |
| 1953   | Bob Estes         | Lincoln Capri |     |     |     | 10  |     |     |     |
| 1954   | Refrescos Jarrito | Ford          | BUA | SEB | MIM | LEM | RTT | CAP |     |
| 1954   | Refrescos Jarrito | Ford          |     |     | 36  |     |     |     |     |